# Sean Teale
Sean James Teale (Londen, 18 juni 1992) is een Brits acteur. Hij is bekend dankzij zijn rol als Nick Levan in het Britse tienerdrama Skins.

## Filmografie
| Jaar      | Titel                              | Rol                   | Opmerkingen  |
| --------- | ---------------------------------- | --------------------- | ------------ |
| 2024      | Mother of the Bride                | RJ                    |              |
| 2023      | Who is Erin Carter?                | Jordi                 |              |
| 2022      | Rosaline                           | Dario                 |              |
| 2020      | Little Voice                       | Ethan                 |              |
| 2017      | B&B                                | Fred                  |              |
| 2017-2019 | The Gifted                         | Marcus Diaz (Eclipse) |              |
| 2016-2017 | Incorporated                       | Ben Larson            |              |
| 2015      | Survivor                           | Alvin Murdock         |              |
| 2014-2015 | Reign                              | Louis Condé           | Seizoen 2    |
| 2014      | The Red Tent                       | Shalem                |              |
| 2014      | Mr Selfridge                       | Franco                | Seizoen 2    |
| 2012      | We Are The Freaks                  | Chunks                | Tv film      |
| 2012      | Deadly Descent                     | Weerwolf              | Tv film      |
| 2011–2012 | Skins                              | Nick Levan            | Seizoen 5, 6 |
| 2010      | Sergeant Slaughter, My Big Brother | Derek                 | Kortfilm     |

- Bibliothèque nationale de France: cb17804000g (data)
- International Standard Name Identifier: 0000 0004 7534 6209
- Virtual International Authority File: 16155707083922411709